# Art Tatum

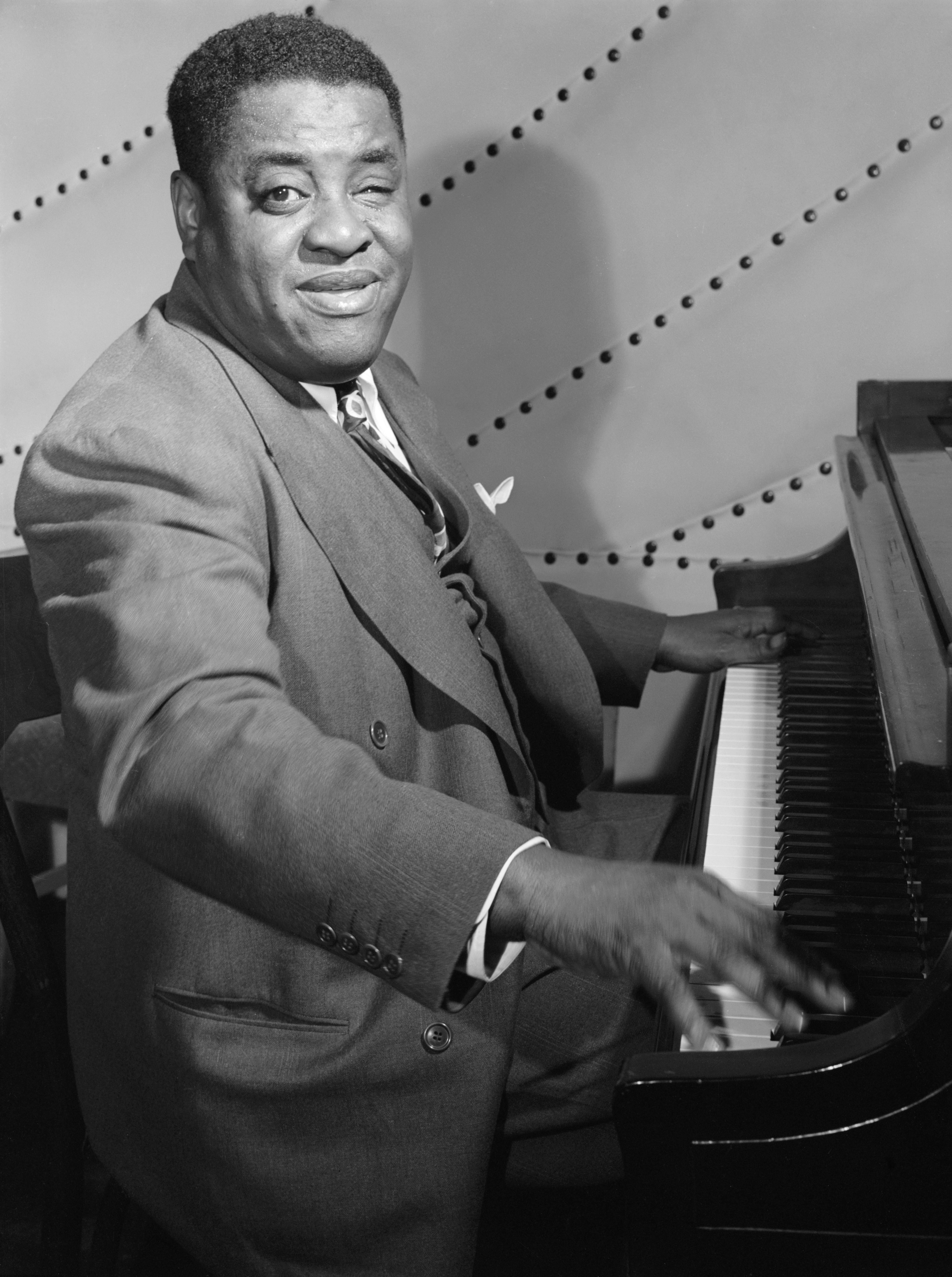
Art Tatum, Vogue Room, NYC (1948)
Foto: William P. Gottlieb

Arthur „Art“ Tatum (* 13. Oktober 1909 in Toledo, Ohio; † 5. November 1956 in Los Angeles, Kalifornien) war einer der bedeutendsten US-amerikanischen Klaviervirtuosen und Erneuerer des Jazz.

## Leben
Arthur Tatum wurde in Toledo geboren, dort verbrachte er seine Jugend und begann das Klavierspiel. Von Geburt an litt er an Grauem Star und war auf einem Auge blind, während die Sehkraft auf dem anderen stark eingeschränkt war. Tatum verfügte allerdings über das absolute Gehör und soll zudem ein außergewöhnliches akustisches Erinnerungsvermögen gehabt haben. Aus einer musikalischen Familie stammend, bekam er eine formale klassische Musikausbildung an verschiedenen Schulen, zuerst der Jefferson School of the Handicapped in Toledo, dann an der Blindenschule in Columbus und der Toledo School of Music, wo er neben Klavier auch Violine, Gitarre und möglicherweise Braille-Blindennoten lernte. Sein privater Lehrer Overton C. Rainey versuchte zwar ihn in Richtung Konzertpianisten zu drängen, Tatums bevorzugter Pianist und (nach eigenen Worten) sein Vorbild war aber bald Fats Waller. Weitere Einflüsse kamen von James P. Johnson und Earl Hines. Seine Fingerfertigkeit trainierte er ständig, indem er eine Haselnuss schnell durch seine Finger gleiten ließ, bis sie glänzend und glatt wurde.
Als junger Mann spielte Tatum viel in Clubs in Toledo, Detroit und Cleveland und ab 1927 für eine lokale Radiostation (WSPD in Toledo), zuerst in Werbepausen, dann regelmäßig 15 Minuten täglich für etwa zwei Jahre. 1932 hörte ihn die Sängerin Adelaide Hall, die ihm daraufhin anbot, sie auf Tourneen zu begleiten, und bei der er zwei Jahre blieb. Mit Hall kam er noch im gleichen Jahr nach New York. Gleich nach seiner Ankunft forderten ihn Willie The Lion Smith, Fats Waller und James P. Johnson zu einem „Cutting Contest“, den er souverän gewann, wie auch zahlreiche weitere solche Wettstreite gegen Herausforderer. Im Allgemeinen trat er dabei als Letzter an, wobei er gerne auch das Material seiner Vorgänger in Variationen zitierte.
Seine ersten Aufnahmen machte er im August 1932 mit Adelaide Hall, seine erste Solo-Platte nahm er im März 1933 auf (Tiger Rag, Tea For Two, Sophisticated Lady, St. Louis Blues). Nach seiner Zeit mit Hall hatte er zunächst ein Engagement im Onyx Club, ging Anfang 1935 nach Cleveland und spielte dann längere Zeit 1935 im Three Deuces Club in Chicago, wo er auch Earl Hines kennenlernte. 1936 ging er nach Los Angeles, wo er in bekannten Clubs und auf Partys bekannter Show-Persönlichkeiten spielte sowie in der Radio-Show von Bing Crosby. Nach einem Jahr in Kalifornien kehrte er 1937 nach New York zurück, wo er im Famous Door Club spielte. Danach wechselte er eine Weile regelmäßig zwischen Los Angeles, New York und Chicago. Im Mai 1937 gelang es ihm erstmals, einen Hit in den Billboard-Charts zu landen; seine in Sextett-Besetzung eingespielte Version von Body and Soul erreichte Rang 19. 1938 unternahm er eine erfolgreiche England-Tournee, sein einziger Auslandsauftritt. Die Engländer lauschten seinem Spiel im Gegensatz zu seinem amerikanischen Publikum leise wie in einem Konzertsaal, was Tatum angenehm beeindruckte. In New York zog er deshalb von da an eine ähnlich intime Atmosphäre in Clubs wie Kellys Stables und Café Society vor. Im August 1939 erreichte seine Solo-Piano-Version von „Tea for Two“ # 18 der Hitparaden.
Während dieser Jahre wurde Art Tatum einer der wichtigen Protagonisten des Jazz. Er pflegte nach seinen regulären Auftritten oft noch stundenlang in Clubs zu spielen – wobei sein starker Alkoholkonsum sein Spiel wenig beeinträchtigt haben soll – und beeindruckte bei zahlreichen Wettbewerben zwischen Jazzpianisten, die sich dabei oft ergaben, nicht nur durch seine überragende Musikalität, sondern auch durch seine stupende Fingerfertigkeit und Geläufigkeit. Kein anderer Jazzpianist konnte derart schnell spielen wie Art Tatum. Er soll aber seinen Kontrahenten stets gestattet haben, vor ihm zu spielen, denn keiner hätte nach ihm spielend an das klaviertechnische Niveau Tatums anschließen können. Tatum war gegenüber Nachwuchs-Pianisten durchaus mit Ratschlägen generös, wie sich z. B. Mary Lou Williams und Billy Taylor erinnerten.
1943 gründete er mit dem Bassisten Slam Stewart und dem Schlagzeuger, Pianisten und Gitarristen Tiny Grimes (später durch Everett Barksdale ersetzt) ein Trio, mit dem er relativ erfolgreich war. Das Trio (mit fluktuierender Beteiligung von Stewart) blieb etwa zwei Jahre zusammen und war eines der Vorbilder späterer Piano-Trios wie denen von Oscar Peterson und Lennie Tristano. Der großen Öffentlichkeit gegenüber blieb Tatum aber eher unbekannt. Das mag an seiner Abneigung gegen größere Konzerte gelegen haben. Während der Jahre 1945 bis 1952 nahm er auch relativ wenig auf. Das änderte sich erst, als er ab 1953 von Norman Granz produziert wurde, der allein 1953 etwa 70 Solo-Aufnahmen und in den nachfolgenden Jahren weitere 121 aufnahm. Tatum war dabei nicht mehr wie bei den alten 78er Platten zeitlich eingeschränkt. Seine Stücke hatte er dabei schon so zu einer „Idealform“ ausgefeilt, dass z. B. in der ersten Aufnahmesession von 69 Stücken nur drei einen zweiten Take benötigten. Neben Soloaufnahmen entstanden unter Granz auch Aufnahmen in kleineren Besetzungen mit Musikern wie Benny Carter, Roy Eldridge, Lionel Hampton, Ben Webster, Buddy DeFranco, Buddy Rich, Louie Bellson. In den Kritiker-Polls (Umfragen) der Jazzmagazine wurde er ab Mitte der 1940er Jahre an vorderster Stelle geführt. 1944 erhielt er den Esquire Gold Award und ein Jahr später den Silver Award des Esquire Magazine. 1945 gewann er die Metronome Polls und 1954 bis 1956 wurde er dreimal Sieger in den Down Beat Kritiker-Polls.
Art Tatum starb am 5. November 1956 in Los Angeles, auf dem Höhepunkt seines Schaffens (eine zweite Europatournee war von Granz geplant), an den Folgen einer Niereninsuffizienz (Urämie).

## Sein Einfluss

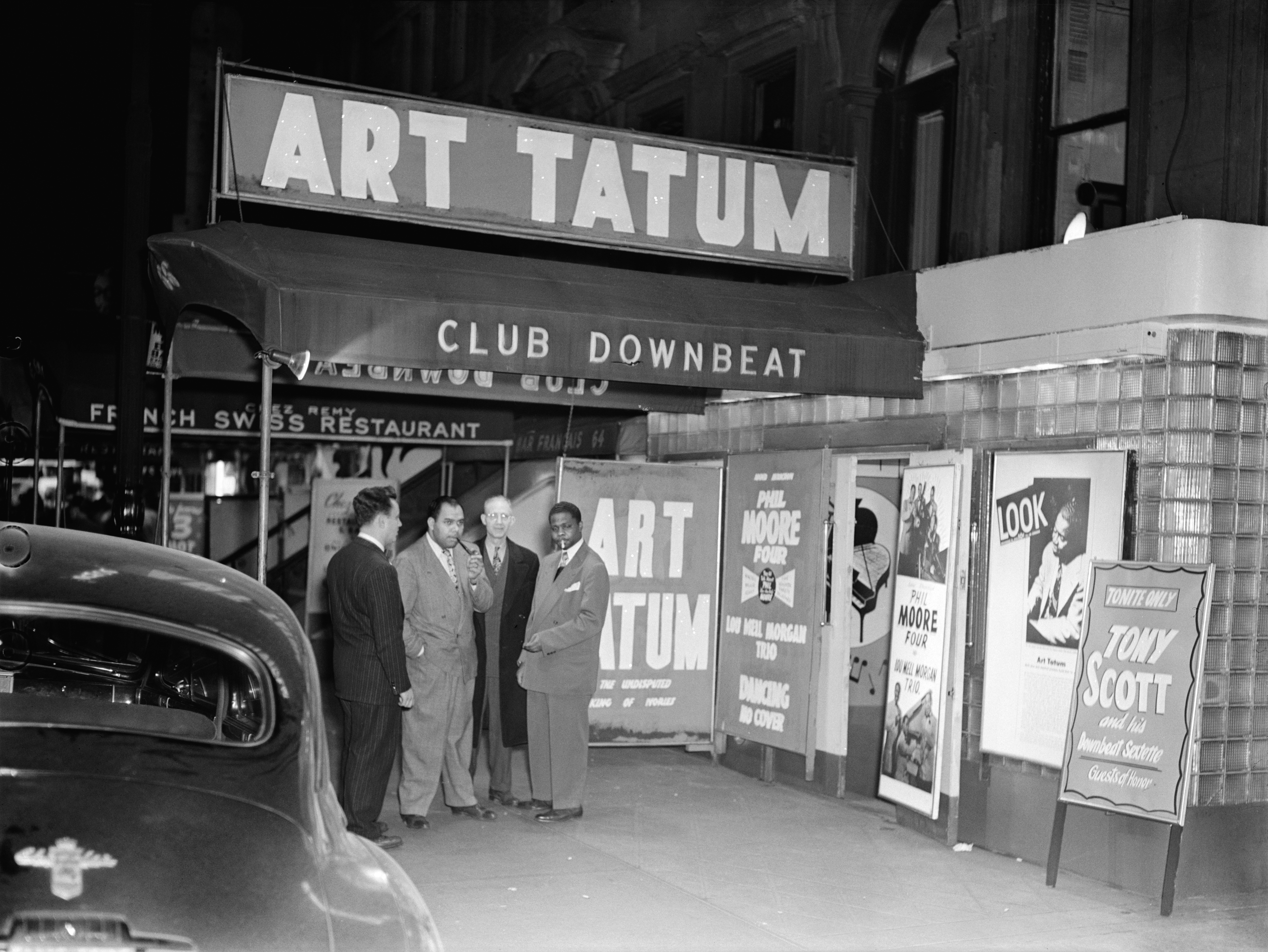
Art Tatum (rechts) mit Phil Moore (2. v. links) vor dem New Yorker Downbeat, um 1947.
Fotografie von William P. Gottlieb

Heute kennt man von Tatums Musik noch hauptsächlich seine eigenwilligen Interpretationen von bekannten Klassikern des Jazz; mit extrem schnellen Läufen und überraschenden Wendungen. Sein Stil hat dem Bebop den Weg bereitet. Im Gegensatz zu vielen anderen Klaviervirtuosen hat Tatum aber nie die Musik dem bloßen Effekt geopfert.
Bedeutende Jazzpianisten wie Duke Ellington, Thelonious Monk und Bud Powell wurden von ihm beeinflusst. Charlie Parker soll sich als Jugendlicher in einem New Yorker Restaurant als Tellerwäscher beworben haben, nur um Art Tatum, der dort regelmäßig spielte, hören zu können.
Oscar Peterson soll, als er Tatum zum ersten Mal spielen hörte, geglaubt haben, dass zwei Pianisten gleichzeitig spielten; so dicht und komplex war der Sound, den Tatum in der Lage war auf dem Klavier zu spielen. Peterson – selbst einer der Meister des Jazz-Pianos – bezeichnete Art Tatum als den größten Jazz-Instrumentalisten aller Zeiten. So wird die Legende kolportiert, dass Wladimir Horowitz von Tatums Spiel zu Tränen gerührt gewesen sei.
Auch Fats Waller, der Tatum vielleicht am meisten geprägt und inspiriert hat, war zutiefst beeindruckt von Tatums Klavierspiel. Als Waller eines Abends in einem Nachtclub spielte, in dem auch Tatum zu Gast war, sagte Waller zur Einführung:

“I just play the piano, but God is in the house tonight.”

„Ich spiele bloß Klavier, heute Abend ist aber Gott im Haus.“

Bei anderer Gelegenheit äußerte er:

“When that man turns on the powerhouse, don’t no one play him down. He sounds like a brass band.”

„Wenn dieser Mann loslegt, kann ihm niemand das Wasser reichen. Er klingt wie eine ganze Blaskapelle.“

Leonard Feather nannte ihn den größten Solisten der Jazzgeschichte, egal auf welchem Instrument („The greatest Soloist in Jazz History – regardless of instrument“).

## Stil

Stride-Piano-Begleitung in Art Tatums Titel I Surrender Dear

Art Tatum ist einer der einflussreichsten Jazzpianisten, obwohl er keine eigene Schule hinterließ, indem er vorhandene Stilrichtungen vollendete und vom Swing kommend als Wegbereiter des Bop dessen Erneuerung im Postbop oder Modern Jazz vorbereitete. Tatum war ein Kenner der klassischen und impressionistischen Musik und gebot über modernste harmonische Kenntnisse, weshalb er Harmonien ständig um- und ausdeutete. Durch rhythmische Sicherheit gegründete Flexibilität, vor allem im Solospiel, im swingenden Zeitgefühl (time) ließ ihn phrasenweise über die bloßen Akkordwechsel eines Stückes (changes) improvisieren, wo im Swing vorher Melodien variiert wurden. Die Grundlage für diese Sicherheit ist die strukturelle Organisation, die der Ragtime-Stride den Standardstücken gibt oder abfordert (zum Beispiel, wie er Tea For Two arrangiert), und das bleibt bei Tatum auch so, wenn er diesen Stil verlässt. Sein Einfluss reicht über das Instrument Klavier hinaus. 

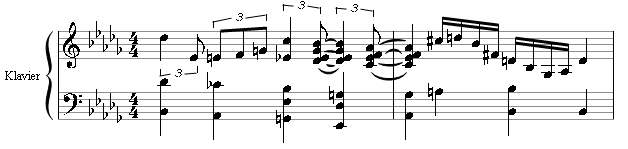
Walking Bass in Dezimen (Art Tatum: Ain’t Misbehavin’) im Ragtime Stride

Er entwickelte den Stridestil von James P. Johnson, Willie The Lion Smith und Fats Waller zu einem zeitlosen Stil weiter, und konnte verschiedene Einflüsse dahinein miteinbeziehen. Speziell die laufenden (walking) Dezimenbässe verfeinerte er. Nach Kunzler ist die Dezime die dritte Stimme in der Begleitung zum Bass und den auf den Offbeat gebrachten Akkorden, die Tatum auch herausarbeitete oder motivisch benutzte. Obwohl er seltener den Blues spielte, bewegte er sich und kombinierte in allen Stilarten, darunter auch im Boogie und Blues.
Seine technische, harmonische und rhythmische Sicherheit ließ ihn ausgreifend modulieren oder lange in der Tonart verharren, ohne sich zu wiederholen. Allerdings wurde dabei oft nur seine Virtuosität beobachtet, und über der schieren Geschwindigkeit, Tatum spielte meist sehr schnell, konnte der Hörer schnell musikalisch überfordert werden und ihn für schwierig oder zu komplex halten, was zu einer falschen Einschätzung führte. Seine leichte Fingerfertigkeit war wie seine Technik Mittel zum Ausdruck musikalischer Gedanken und keine bloße Virtuosität. Weil Tatum meist nur im Pianotrio oder Solo auftrat, gehört einige musikalische Fantasie dazu, sich seine Musik auf andere Instrumente versetzt zu denken, damit man seinen Einfluss im Jazz erkennen kann. Nach einer Stilkrise nahm er Mitte der 1950er Jahre sozusagen eine Bilanz seines Spätwerks 1953–55 auf, die The Tatum Solo Masterpieces und 1956 The Tatum Group Masterpieces.
In seinem Erfindungsreichtum beim Spielen von Standards, die er auch rhythmisch sicher variierte, war er weniger Improvisateur als Arrangeur. Seine Verzierungen und Variationen wurden gelegentlich als übertrieben aufgefasst. Harmonisch verfeinerte er die Möglichkeiten, indem er die großen Intervalle None (9), Undezime (11) und Tredezime (13) in seine Harmonien einbezog.
Besonders bei Standardstücken, die rhythmisch und thematisch zum Bearbeiten anregen, zeigt Tatum seine Fähigkeit modernes Jazzpiano mit einem eigenen Klangbild zu spielen, wie zum Beispiel Begin the Beguine und Willow Weep for Me.

## Diskographische Hinweise
- The Art Tatum-Ben Webster Quartet (Verve MGV-8220), Los Angeles, 11. September 1956.
- The Complete Pablo Solo Masterpieces, 1991. (Das sind die Aufnahmen unter Norman Granz.)
- The Tatum Group Masterpieces Vol. 5 (Pablo, 1955), mit Lionel Hampton.
- The Tatum Group Masterpieces Vol. 6 (Pablo, 1956), mit Red Callender und Jo Jones.
- Complete Brunswick & Decca Rec. 1932–1941 (3 CDs).
- 20th Century Piano Genius, 1950–1955, ed. 1986.

## Sammlung
- Art Tatum – The Complete Pablo Group Masterpieces (rec.: 1954 - 1956) - 6 CDs mit Benny Carter, Louis Bellson, Roy Eldridge, John Simmons, Alvin Stoller, Lionel Hampton, Buddy Rich, Sweets Edison, Barney Kessel, Red Callender, Jo Jones, Buddy DeFranco, Bill Douglas dm, Ben Webster.